# 运动追踪器
运动追踪器，又稱為智慧手環，是一种用于监测和追踪健身相关指标（例如步行或跑步的距离、卡路里消耗量，在某些情况下还會監測心跳）的设备（可穿戴設備、智能手表）或应用程序。运动追踪器在许多情况下能以无线方式與计算机或智能手机同步，以便用戶进行长期的數據追蹤。